# Верхньоумикейське сільське поселення
Верхньоумике́йське сільське поселення (рос. Верхнеумыкейское сельское поселение) — сільське поселення у складі Нерчинського району Забайкальського краю Росії.
Адміністративний центр та єдиний населений пункт — село Верхній Умикей.

## Історія
Станом на 2002 рік існував Нагорний сільський округ (село Верхній Умикей, селище Нагорний), пізніше селище Нагорний увійшло до складу Заріченського сільського поселення, а село Верхній Умикей утворило окреме Верхньоумикейське сільське поселення.

## Населення
Населення сільського поселення становить 231 особа (2019; 237 у 2010, 263 у 2002).